# Ilex cookii
Ilex cookii är en järneksväxtart som beskrevs av Nathaniel Lord Britton och P. Wilson. Ilex cookii ingår i släktet järnekar, och familjen järneksväxter. IUCN kategoriserar arten globalt som akut hotad. Inga underarter finns listade i Catalogue of Life.